# 817 (číslo)
Osm set sedmnáct je přirozené číslo. Následuje po čísle osm set šestnáct a předchází číslu osm set osmnáct. Římskými číslicemi se zapisuje DCCCXVII a řeckými číslicemi ωιζ.

## Matematika
817 je:
- Deficientní číslo
- Poloprvočíslo
- Nešťastné číslo

## Astronomie
- (817) Annika je planetka hlavního pásu, kterou objevil v roce 1916 Max Wolf

## Roky
- 817
- 817 př. n. l.